# 杜爾塞河 (阿根廷)

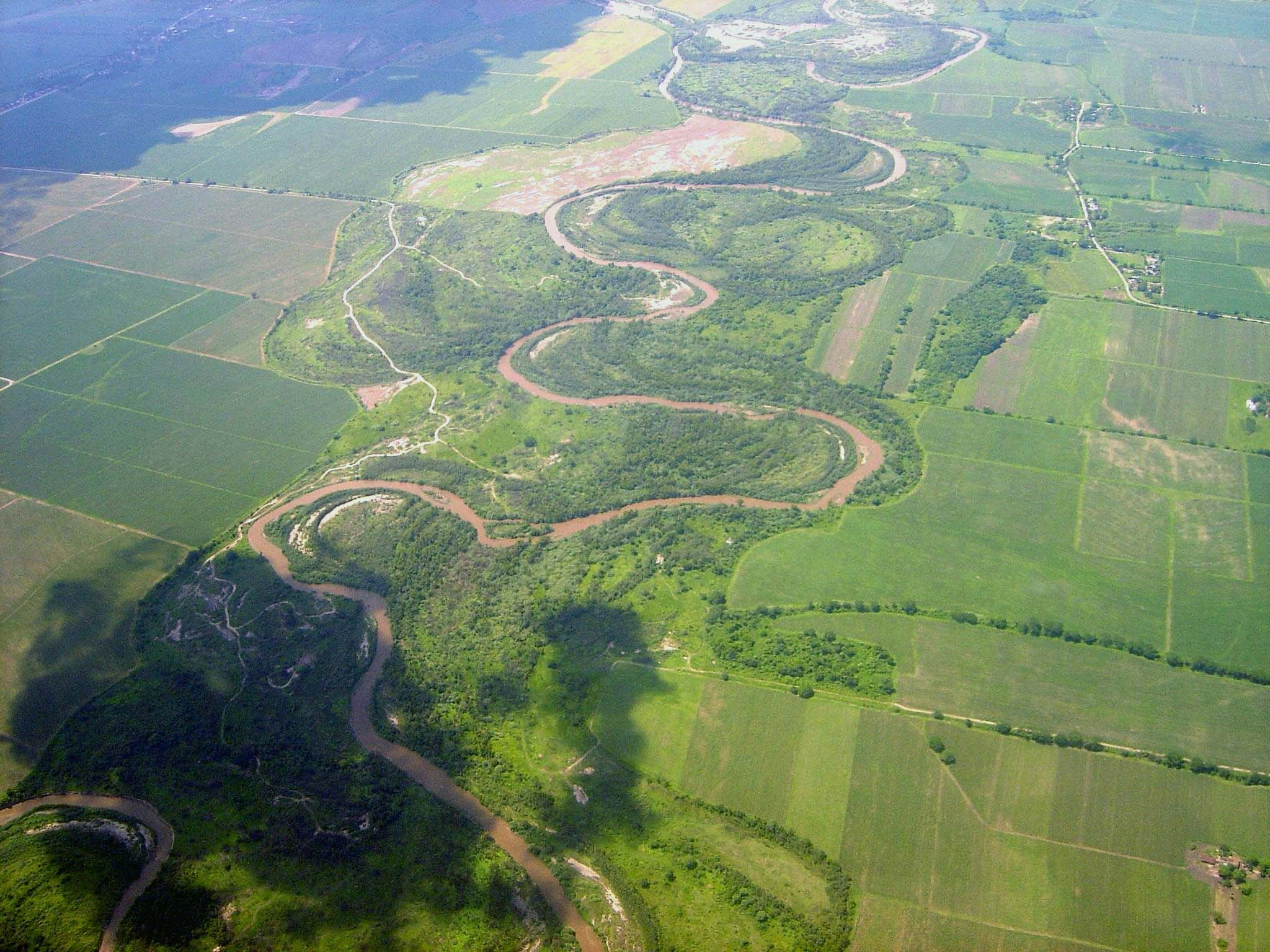
杜爾塞河

杜爾塞河（西班牙語：Río Dulce）是阿根廷的河流，位於該國中北部，由聖地亞哥－德爾埃斯特羅省負責管轄，河道全長812公里，流域面積89,936平方公里，最終注入奇基塔湖。
25°55′08″S 63°33′01″W / 25.91889°S 63.55028°W